# Musée Ferruccio Lamborghini
Pour les articles homonymes, voir Lamborghini (homonymie) et Musée Lamborghini.
Le musée Ferruccio Lamborghini est un musée de l'automobile Lamborghini créé en 1995 par Antonio Lamborghini (fils héritier de Ferruccio Lamborghini) et transféré en 2014 à Funo di Argelato, près de Bologne, en Émilie-Romagne,, à quelques dizaines de km du musée Lamborghini de Sant'Agata Bolognese.

## Historique
Antonio (Tonino) Lamborghini fonde un premier musée familiale Ferruccio Lamborghini en 1995, à Sant'Agostino dans la province de Ferrare, à côté de l'usine Lamborghini Calor de son père (chauffage et climatisation Lamborghini), à quelques dizaines de km du musée Lamborghini officiel Lamborghini de Sant'Agata Bolognese. Le musée est dédié à la vie et à l'œuvre industrielle de Ferruccio Lamborghini (1916-1993) fondateur entre autres en 1963 de la marque de voitures de sport Lamborghini.

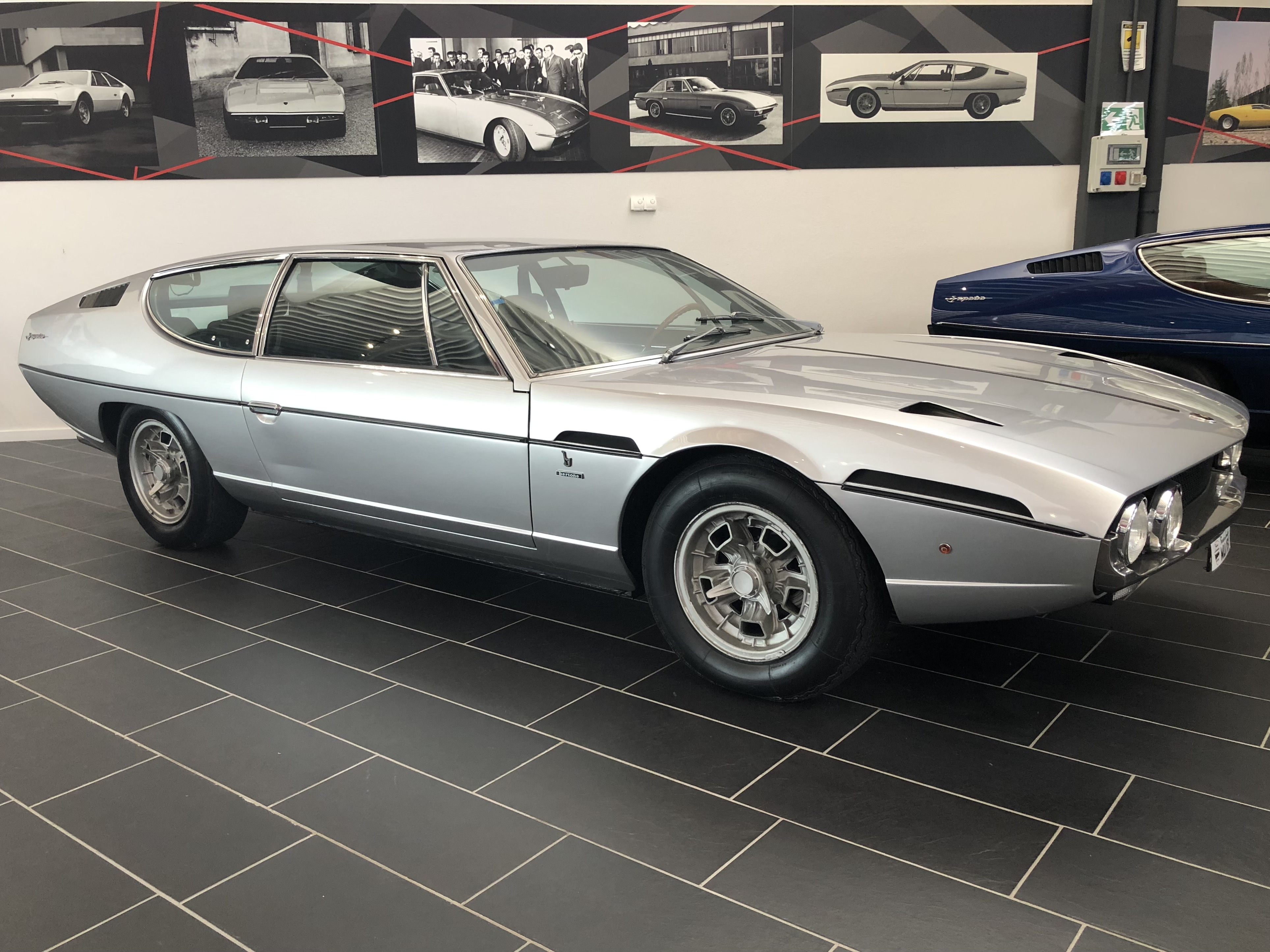
Lamborghini Espada (1968)
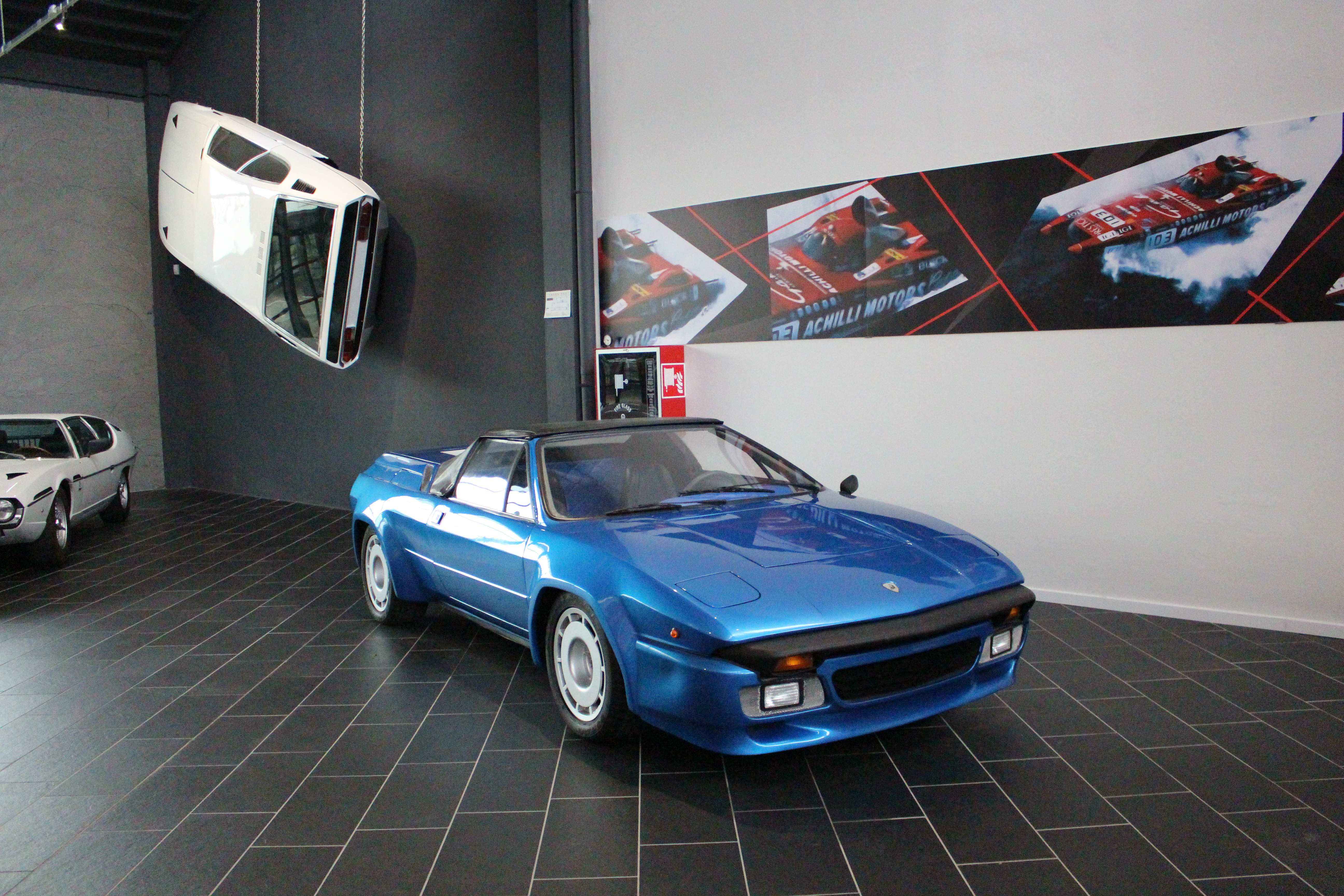
Prototype de Jalpa Cabrio.

Il transfère et agrandi ce musée en 2014, sur 9000 m², dans une ancienne usine Lamborghini à quelques km du centre historique de Bologne,,.
- Lamborghini Urraco
- Prototype d'Espada

Le musée expose du matériel, des objets, des véhicules Lamborghini, des véhicules personnels du fondateur, et de nombreux documents et affiches de l'histoire de l'industrie de son père, de ses premiers tracteurs Lamborghini Carioca qui ont lancé son entreprise Lamborghini Trattori en 1947, aux voitures de sport Lamborghini des années 1950, 1960 et 1970, avec entre autres sa Fiat 500 Topolino Barchetta Sport recarrossée par lui même avec laquelle il participe aux Mille Miglia 1948 de Bologne, et de nombreux modèles et prototypes entre autres de Lamborghini 350 GTV (1963), 350 GT (1964), Miura (1966), Espada (1968), Jarama (1970), Urraco (1970), Countach (1974), Jalpa Cabrio (1982), Diablo (1990)... ainsi que ses prototypes d'hélicoptère et de bateaux Riva Aquarama et OffShore Fast 45 Diablo Classe 1 à moteur V12 Lamborghini,,,...

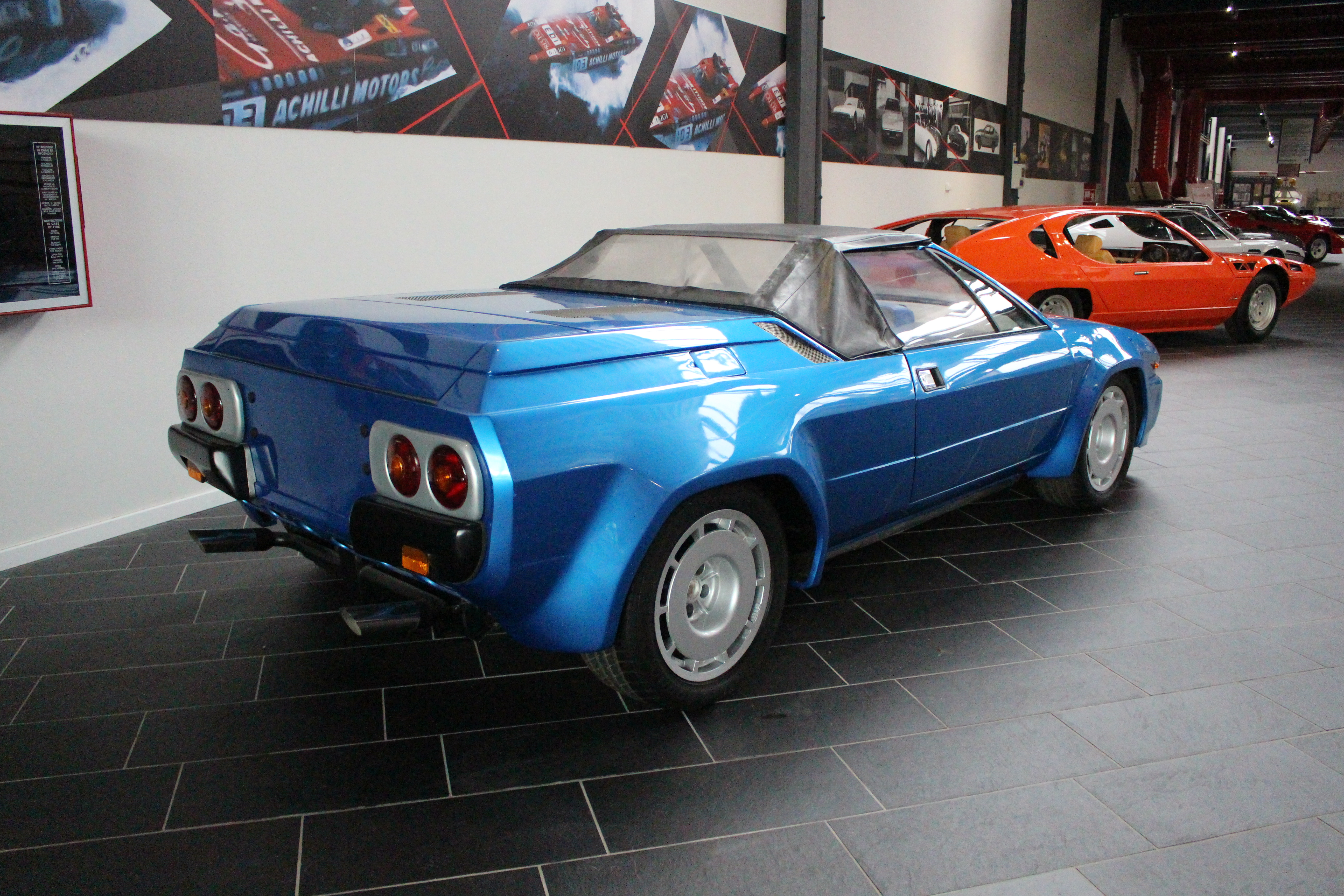
Prototype de Jalpa Cabrio.

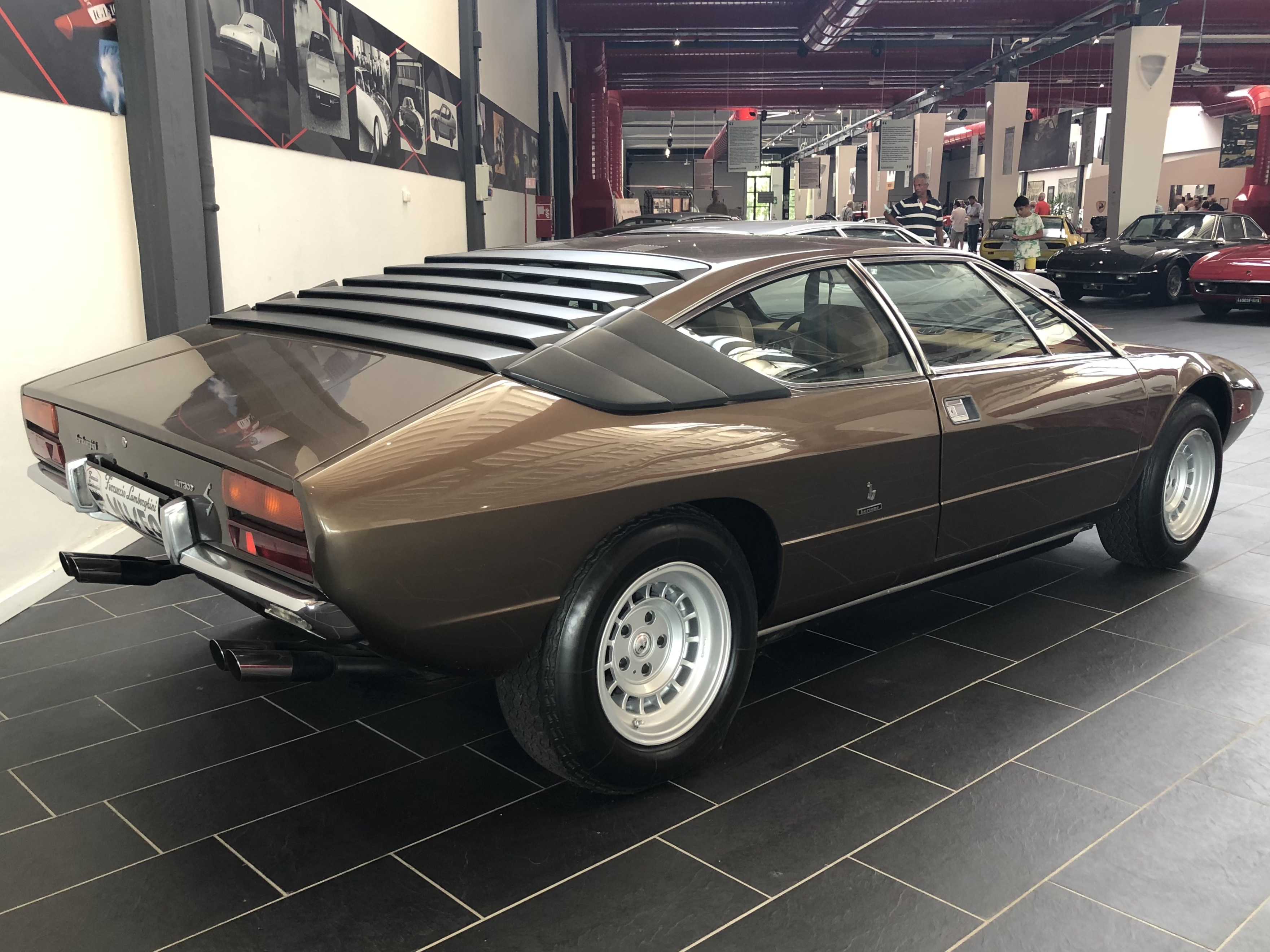
Lamborghini Urraco
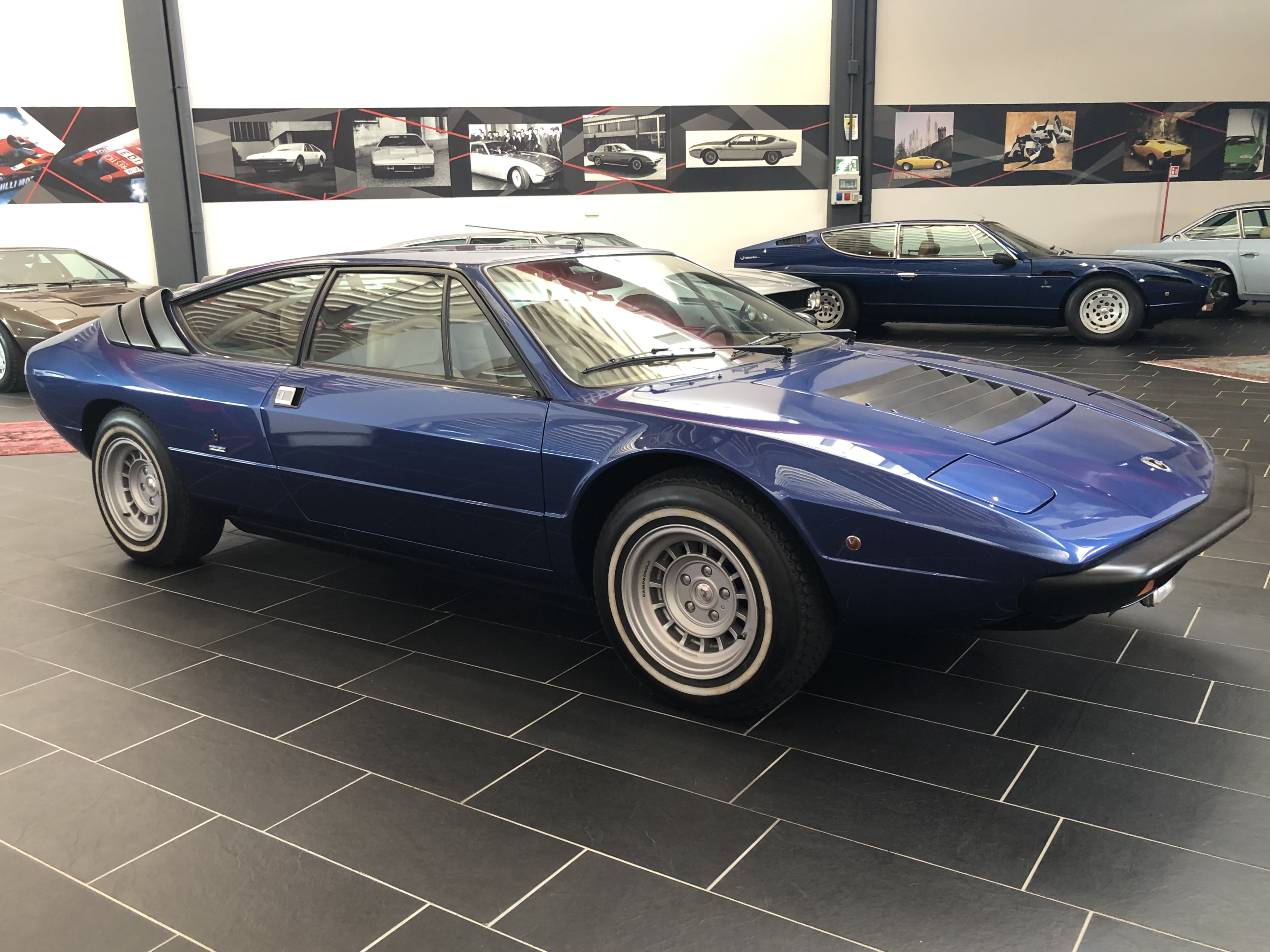
Lamborghini Urraco
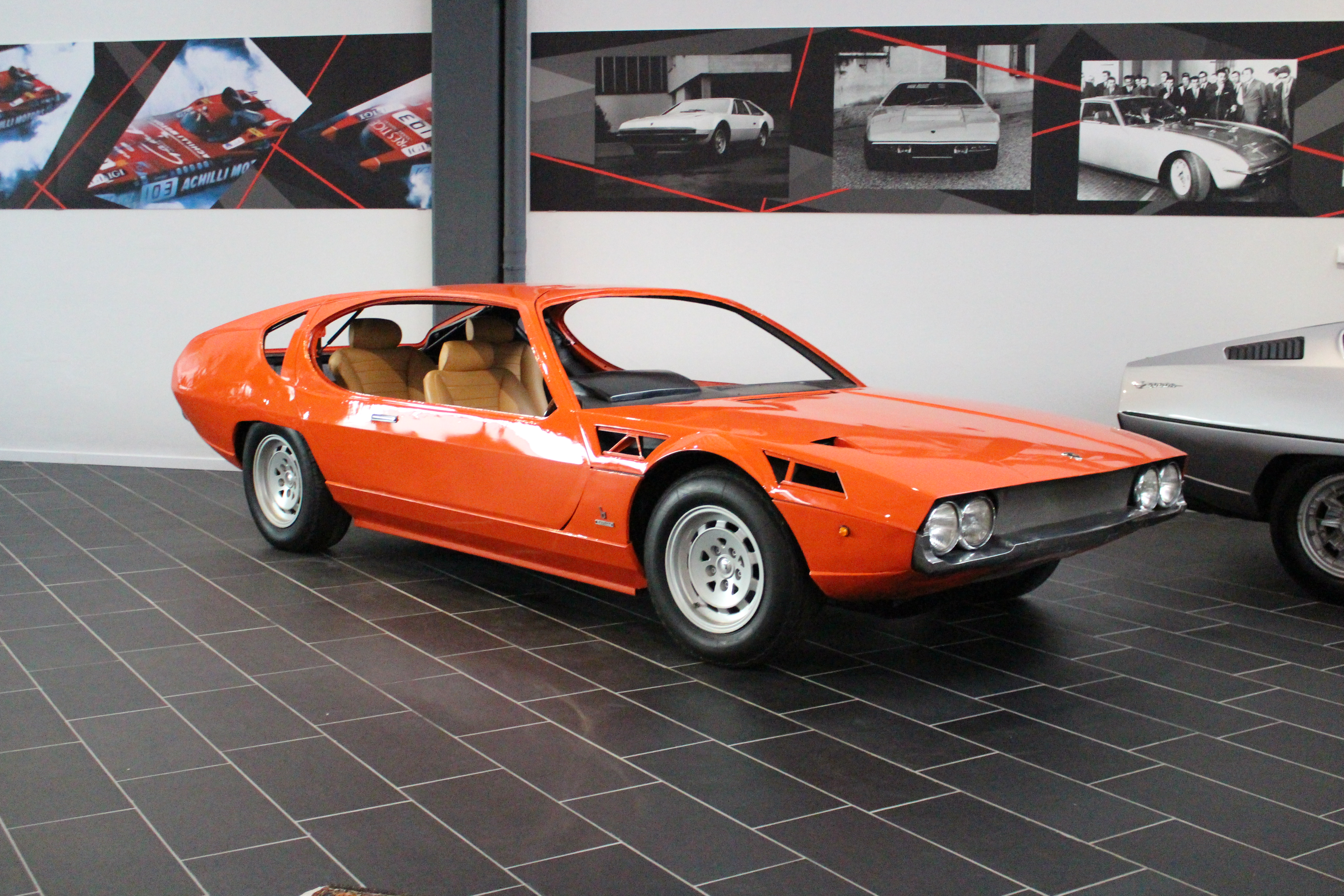
Prototype d'Espada

## Autre musée Lamborghini
- Musée Lamborghini de Sant'Agata Bolognese.

## Au cinéma
- 2022 : Lamborghini, l'homme derrière la légende, de Robert Moresco, film biographique inspiré d'une partie de la vie de Ferruccio Lamborghini[12].